# C/1858 L1 (Донаті)

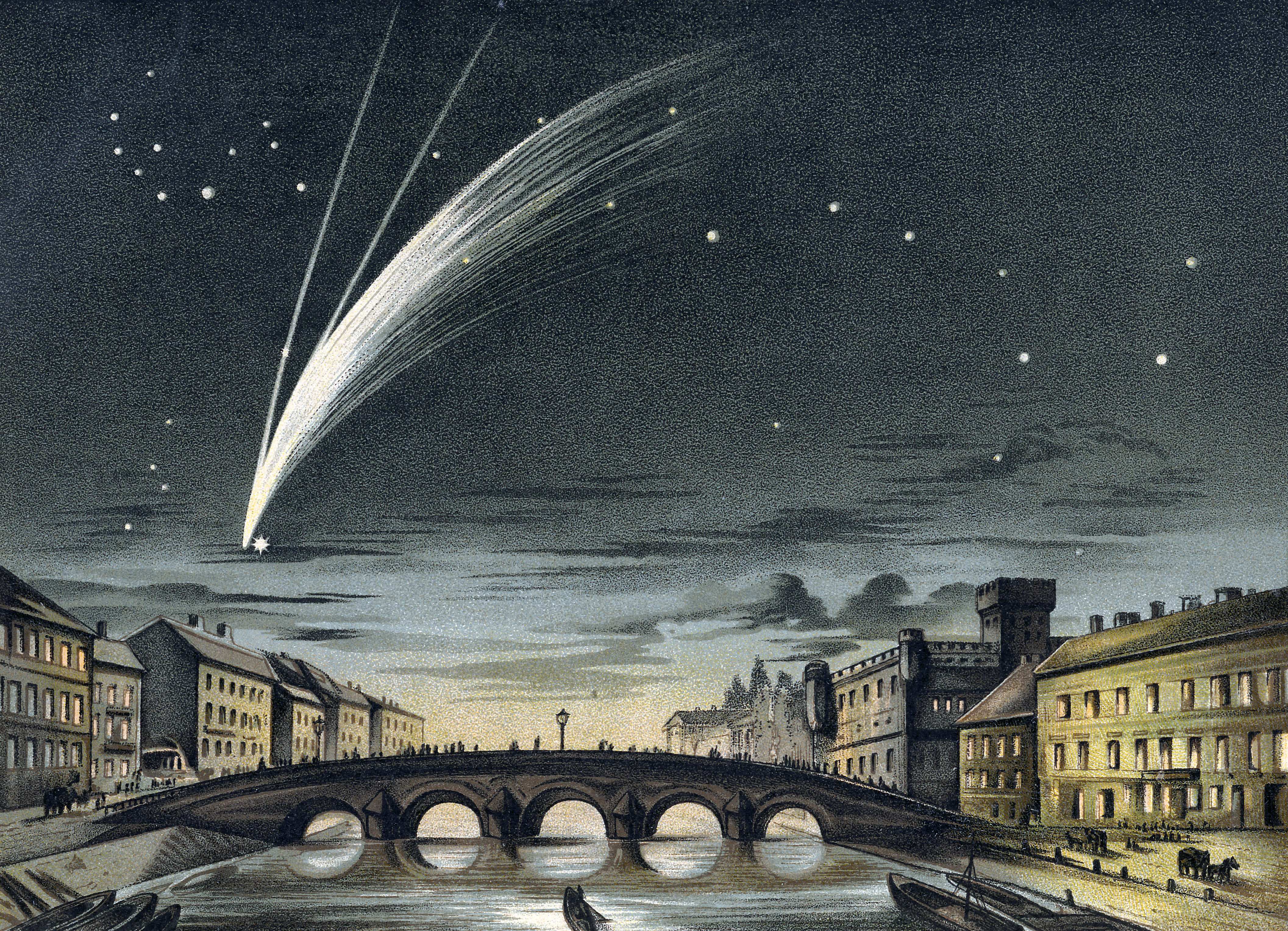
Комета Донаті

C/1858 L1 (Комета Дона́ті, 1858 VI) — довгоперіодична комета, відкрита італійським астрономом Джованні Донаті 2 червня 1858 року. Після Великої Комети 1811 року, вона була найкрасивішою з комет, що з'явилися в XIX столітті. Вона була також першою сфотографованою кометою. Найближче до Землі підійшла 10 жовтня 1858 року. Повернення комети C/1858 L1 очікується в XXXIX столітті.